# 25C-NBOMe
25C-NBOMe – organiczny związek chemiczny, substancja psychoaktywna, pochodna 2-fenyloetyloaminy 2C-C. Działa jako agonista receptora serotoninowego 5HT2A.

## Badania
Substancja w formie zawierającej izotop węgla 11C była badana jako potencjalny ligand do mapowania dystrybucji receptorów 5-HT2A w mózgu przy użyciu pozytonowej emisyjnej tomografii komputerowej (PET).

## Użycie rekreacyjne
Niepotwierdzone raporty użytkowników sugerują, że 25C-NBOMe jest psychodelikiem aktywnym już w dawce 200–500 μg. Ustawa z dnia 24 maja 2015 zalicza ten związek do substancji psychotropowych grupy I-P (Dz.U. z 2015 r. poz. 875).